# Knoxia spicata
Knoxia spicata là một loài thực vật có hoa trong họ Thiến thảo. Loài này được (Thwaites ex Trimen) Ridsdale mô tả khoa học đầu tiên năm 1996.